# Pentafluortoluol
Pentafluortoluol ist eine organische Verbindung und ein fluoriertes Derivat von Toluol.

## Herstellung
Pentafluortoluol kann durch Reaktion von Hexafluorbenzol mit Methyllithium gewonnen werden. Es kann auch durch eine elektrochemische Reduktion von Heptafluor-2-methylcyclohexa-1,3-dien gewonnen werden.

## Reaktion
Unter Einwirkung von Licht reagiert Pentafluortoluol  mit Brom zu Pentafluorbenzylbromid.